# الدوري الشمالي لكرة القدم 1945–46
الدوري الشمالي لكرة القدم 1945–46 (بالإنجليزية: 1945–46 Northern Football League)‏ هو موسم من الدوري الشمالي لكرة القدم ‏. فاز فيه Stanley United F.C. ‏.